# Іштван Баторій
Іштван VIII Баторі (угор. Báthory István; 1477-1534) — воєвода Трансильванії (з 1529 року). Син Міклоша IV Баторі з Шом'є (Somlyo) та Софії Урсули Банффі з Лошонци (Bánffy de Losoncz).
Походив з впливового благородного трансильванського роду Баторі.
Після поразки угорців від турків у битві при Могачі в 1526 році, в якому загинув король Лайош II Ягеллон, Іштван, визнав нового короля Угорщини Яна I Запольяï (Zápolya) і став його вірним прихильником. У нагороду король призначив його воєводою Трансильванії (1529).

## Сім'я і діти
Дружина: Каталіна Телегді з Телегді (Thelegdy de Telegd) (1492—1549). Мали 8 дітей, у тому числі:
- Андраш VII (пом. 1563);
- Криштоф I (1530—1581), князь Трансильванії;
- Іштван (1533—1586), згодом король Польщі під ім'ям Стефан Баторій;
- Анна, мати сумнозвісної Єлизавети Баторій.